# Titularbistum Galtelli
Galtelli ist ein Titularbistum der römisch-katholischen Kirche, das im Oktober 2004 von Papst Johannes Paul II. errichtet wurde.
Es geht zurück auf einen untergegangenen Bischofssitz in der Stadt Galtellì, die auf Sardinien liegt. 
| Titularbischöfe von Galtelli |                                |                                           |                  |                  |
| Nr.                          | Name                           | Amt                                       | von              | bis              |
| 1                            | Joaquim Giovanni Mol Guimarães | Weihbischof in Belo Horizonte (Brasilien) | 11. Februar 2006 | 24. Februar 2025 |